# Кривцовский район
Кривцовский район — административно-территориальная единица в составе Курской области РСФСР, существовавшая в 1935—1956 годах. Административный центр — село Бобрышево.

## Население
По данным переписи 1939 года в Кривцовском районе проживало 28 179 чел., в том числе русские — 99,3 %.

## История
Кривцовский район был образован в 1935 году в составе Курской области.
По данным 1940 года район включал 14 сельсоветов: Бобрышевский, Больше-Крюковский, Больше-Псинский, Вышне-Ольшанский, Зоренский, Котовский, Красниковский, Наголенский, Нижне-Ольшанский, Пселецкий, Семеновский, Средне-Ольшанский, Троицкий и Шиповский.
24 мая 1956 года Кривцовский район был упразднён, а его территория разделена между Пристенским и Щигровским районами.